# Třebovice
Třebovice település Csehországban, az Ústí nad Orlicí-i járásban. Třebovice Opatov, Rybník, Damníkov, Semanín és Anenská Studánka településekkel határos. Lakosainak száma 813 fő (2024. január 1.).

## Népesség
A település lakosságának változását az alábbi diagram mutatja:
| Lakosok száma | 1086 | 1163 | 1138 | 1010 | 857  | 824  | 776  | 785  | 733  | 813  |
|               | 1869 | 1900 | 1921 | 1961 | 1980 | 2011 | 2016 | 2019 | 2021 | 2024 |